# 牯牛降
牯牛降位于安徽省祁门县与石台县之间，面积约30平方公里，是黄山山脉向西延伸的主体。最高峰海拨1728米，被誉为“亚热带边缘的绿色自然博物馆”和“珍稀物种的天然基因库”。距离祁门县城65公里。